# Institut Obrer de València
L'Institut Obrer de València o Institut per a Obrers de València va ser el primer Institut Obrer creat pel Govern de la Segona República Espanyola a València en 1936, iniciada ja la Guerra Civil Espanyola, amb la finalitat de dotar a les classes populars, d'un nivell adequat en formació i coneixements, per elevar el nivell cultural del país i, alhora, preparar a un grup de persones per a les labors de reconstrucció que serien necessàries quan finalitzara la guerra.
Després de l'assaig positiu en l'Institut Obrer de València es van crear altres Centres: a Sabadell on es va crear el segon Institut Obrer de Sabadell; a Barcelona l'Institut Obrer de Barcelona, i a Madrid l'Institut Obrer de Madrid. Va haver-hi més projectes, com el de l'Institut Obrer d'Alcoi.

## Antecedents
Iniciada la Guerra Civil, el govern de la República va emprendre un assaig pedagògic encaminat a formar als millors estudiants d'entre les obreres i obrers antifeixistes, majors de quinze anys, amb capacitat d'assumir un batxillerat intensiu en quatre semestres. Es pretenia crear una elit obrera de persones formades i útils per a la reconstrucció democràtica d'Espanya. Per això es van realitzar unes proves on els futurs estudiants havien de demostrar les seues aptituds per afrontar dos anys intensius d'esforç intel·lectual.
Les particulars característiques de l'ensenyament que se'ls oferia eren:
- L'edat: treballadors i treballadores majors de quinze anys.
- Règim d'internat: els alumnes convivien al costat dels professors.
- Coeducació: total acceptació de la igualtat de gènere.
- La remuneració: els estudiants obtenien uns ingressos econòmics com a aportació a les despeses familiars que d'una altra manera, com a fills de la classe obrera, haguessin realitzat treballant.
- Ensenyament laic, científic, actiu.

Va començar així, dins d'un projecte cultural dinàmic,
| « | ...un assaig encaminat a aconseguir ràpidament els beneficis de l'ensenyament superior, les millors capacitats que ofereixin la garantia de la seua absoluta lleialtat. | » |

## L'Institut Obrer de València
L'Institut Obrer de València, el primer a iniciar les classes, es va veure afavorit per la situació de la ciutat en la rereguarda republicana fins al final de la contesa. En produir-se el setge a Madrid, el govern de Largo Caballero, es va traslladar a la ciutat del Túria, convertida així en capital de la República el 6 de novembre de 1936 i centre de pelegrinatge de la intel·lectualitat i la cultura antifeixista. L'evacuació de Madrid va omplir de catedràtics de gran vàlua el claustre de professors de l'Institut Obrer de València, exiliats i depurats la major part d'ells en acabar la guerra.
Els reportatges fotogràfics del valencià Luis Vidal Corella i de l'alemany Walter Reuter mostren les característiques principals d'aquests especials instituts, on es lluitava des de la cultura per un futur de progrés igualitari, negat fins a l'arribada del govern del Front Popular republicà als fills dels obrers. El ministre d'Instrucció Pública i Belles arts, Jesús Hernández Tomás, va ressaltar la creació, com a obra revolucionària, en el seu discurs d'inauguració, el 31 de gener de 1937, realitzat en el saló d'actes de l'Institut Escola de València, que des d'aquest dia compartiria l'edifici amb l'Institut Obrer.
Les classes començaren l'1 de febrer de 1937 i durant més de dos anys, equivalents a tres semestres complets, van passar per les seues aules alguns dels millors professors d'aquesta època: Samuel Gili Gaya, Manuel Núñez de Arenas y de la Escosura, Rafael de Penagos, Juan Renau, Rafael Pérez Contel, Francisco Carreño Prieto, Alberto Sánchez Pérez, Ana Martínez Iborra, Enrique Rioja Lo Bianco, Enrique Moliner Ruiz… També van visitar l'Institut intel·lectuals de la talla d'Antonio Machado, Jacinto Benavente, Ángel Gaos o León Felipe. En la seua convivència quotidiana amb els alumnes, professores i professors van saber transmetre'ls un univers de valors democràtics, amb l'exemple diari de la solidaritat i l'esperit de superació. El professorat gaudia d'unes instal·lacions poc comunes a l'època.
L'Institut Obrer de València estava situat en l'antic Col·legi dels Jesuïtes de la Gran Via Ferran el Catòlic i el seu perímetre comprenia el que es coneix com el solar dels jesuïtes. En ell van iniciar la seua formació tres convocatòries de les quatre necessàries perquè els alumnes completaren el pla de batxillerat intensiu. En finalitzar el primer i segon curs, la gran majoria de l'alumnat masculí es va incorporar voluntàriament al capdavant per defensar amb les armes al govern legítim de la República Espanyola, aquell que els havia donat l'oportunitat de cursar uns estudis de gran qualitat formativa i humana, en una època en què les classes treballadores amb prou feines podien permetre's la formació primària.
Aquesta experiència educativa, encara que no va poder ser portada al seu terme, va marcar la formació, la identitat, la personalitat i el rumb de les vides dels alumnes que van tindre el privilegi de passar per les seues aules. La totalitat dels estudiants dels Instituts Obrers de València, Sabadell, Barcelona i Madrid van tindre la mateixa intenció: el desig de canviar el món.

## Continuïtat de l'Institut
Van perdre la guerra i la seua memòria va quedar des de 1939 proscrita per la dictadura. En 1975, un grup d'aquells alumnes es va reunir a València i anys més tard va fundar una associació, l'Associació Cultural Institut Obrer, que en l'actualitat es reuneix en els locals de la centenària Societat Coral El Micalet de València. Els que foren alumnes, ja octogenaris, la generació perduda, ensenyen i transporten al seu temps i transmeten i apropen amb les seues vivències la veritable història.
La Institució va crear l'any 2009 un grup d'investigació denominat GIACIO, que col·labora amb organitzacions públiques i privades, institucions acadèmiques i investigadors independents. Des de l'any 2014 l'Associació està presidida per Cristina Escrivá Moscardó, que també coordina el GIACIO.